# Zanesfield, Ohio
Zanesfield là một làng thuộc quận Logan, tiểu bang Ohio, Hoa Kỳ. Năm 2010, dân số của làng này là 197 người.

## Dân số
- Dân số năm 2000: 220 người.
- Dân số năm 2010: 197 người.